# Venanzio Todesco
Venanzio Todesco (Solagna, 9 de juny de 1879 – Pàdua, 26 d'octubre de 1962) romanista, traductor i catalanòfil italià.
Deixeble de Vincenzo Crescini, acabats els estudis universitaris fou professor d'institut a l'Alguer, on prengué contacte directe amb el català i establí amistat amb Joan Palomba, qui l'inicià en l'estudi del català i el posà en contacte amb Antoni M. Alcover. Un dels principals fruits d'aquest estudi és la seva Grammatica della lingua catalana ad uso degli italiani, la primera gramàtica catalana per a italians impresa que es coneix, publicada a despeses seves a Milà a final de 1910 o el 1911.
Posteriorment fou professor d'institut a Livorno, Bassano i finalment a Pàdua, on ensenyà també a la universitat.
Com a editor de textos medievals, destaca el seu treball, en col·laboració amb el seu mestre Vincenzo Crescini, en l'edició de la versió catalana medieval de la Questa del Sant Graal (1917), publicada per l'Institut d'Estudis Catalans.
També traduí textos literaris catalans a l'italià d'autors com Joaquim Ruyra o estudià l'obra d'escriptors catalans com Jacint Verdaguer.
Els seus interessos no es limitaren al català sinó que també abraçaren l'estudi del llatí, el castellà, el francès o l'italià.